# Stazione di Villafranca-Cantarana
La stazione di Villafranca-Cantarana è una stazione ferroviaria lungo la ferrovia Torino-Genova, al servizio del comune di Villafranca d'Asti e di quello propinquo di Cantarana. La stazione è ubicata presso il confine con Castellero, nel borgo antico.

## Storia
La stazione venne attivata durante 1849, all'apertura della tratta ferroviaria Trofarello-Asti.

## Strutture ed impianti
La stazione dispone di un fabbricato viaggiatori sviluppato su due piani. Parte del piano terreno è aperto al pubblico in quanto ospita una sala d'attesa dotata di biglietteria automatica e di un telefono pubblico. Accanto alla sala è presente il Dirigente Movimento. La parete lato binari è parzialmente riparata da una tettoia in metallo che protegge gli ingressi al fabbricato viaggiatori, un monitor LED per l'informazione sulle partenze e alcune panchine per l'attesa.
Ai lati del fabbricato viaggiatori sono presenti due ulteriori strutture, entrambe sviluppate su un solo piano. Una ospita i servizi igienici, il bar e l'ingresso al sottopasso, l'altra era il magazzino merci, dotato di piano caricatore, al 2019 in ottimo stato di conservazione nonostante sia in disuso.
La stazione comprende 3 binari passanti e un raccordo per un'azienda di logistica per treni merci poco prima della stazione. Il binario 1 è usato dai treni in direzione Torino, il 2 da quelli in direzione Asti, il binario 3, invece, viene utilizzato per eventuali precedenze in entrambe le direzioni. È inoltre presente un fascio di binari tronchi che al 2019 non risultano in uso.
Sono presenti due banchine: la prima è a servizio del binario 1, la seconda è ad isola, a servizio dei binari 2 e 3. Le due sono collegate mediante un sottopassaggio.

## Servizi
La stazione dispone di:
- Biglietteria automatica
- Servizi igienici
- Sala di attesa

## Interscambi
Nelle immediate adiacenze della stazione sono presenti alcune fermate degli autobus extraurbani.

## Movimento
La stazione è servita dai convogli regionali della linea SFM 6, Torino Stura-Asti, sulla base del contratto di servizio stipulato con la Regione Piemonte.